# Palazzo delle Poste (Montevideo)
Il Palazzo delle Poste di Montevideo (in spagnolo Palacio de Correos de Montevideo) è uno storico edificio della città di Montevideo in Uruguay.

## Storia
L'edificio venne costruito all'inizio del XX secolo dall'azienda Enrique Chiancone y Compañía, sotto la direzione dello stesso Enrique Chiancone, e fu inaugurato nel 1925.

## Descrizione
L'edificio si trova nella Città Vecchia di Montevideo. Si sviluppa su quattro piani sul fronte della Calle Misiones e cinque piani sulla Calle Buenos Aires, con un'altezza approssimativa di 25 metri. Una torre alta 63 metri s'innalza in corrispondenza dell'ingresso principale che si apre all'angolo tra le due vie.

## Galleria d'immagini

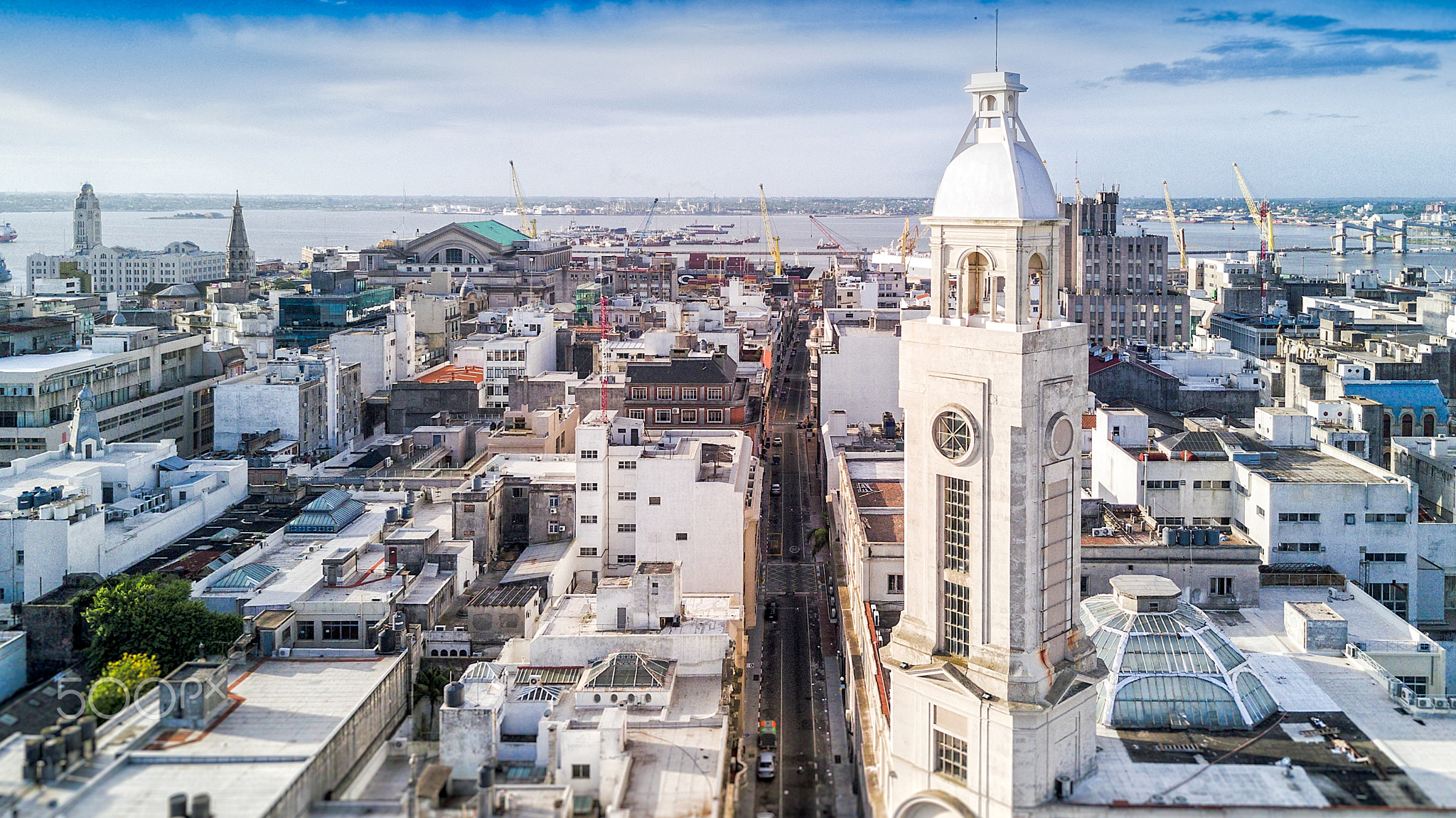
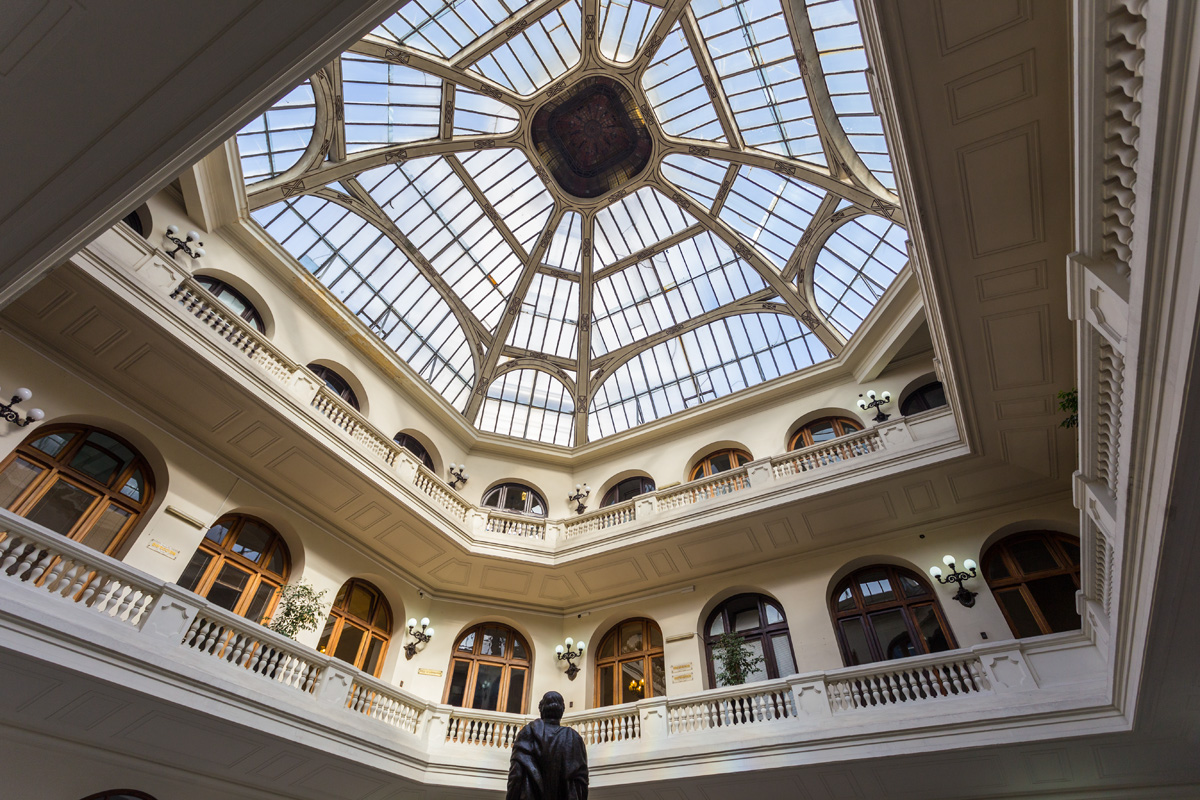
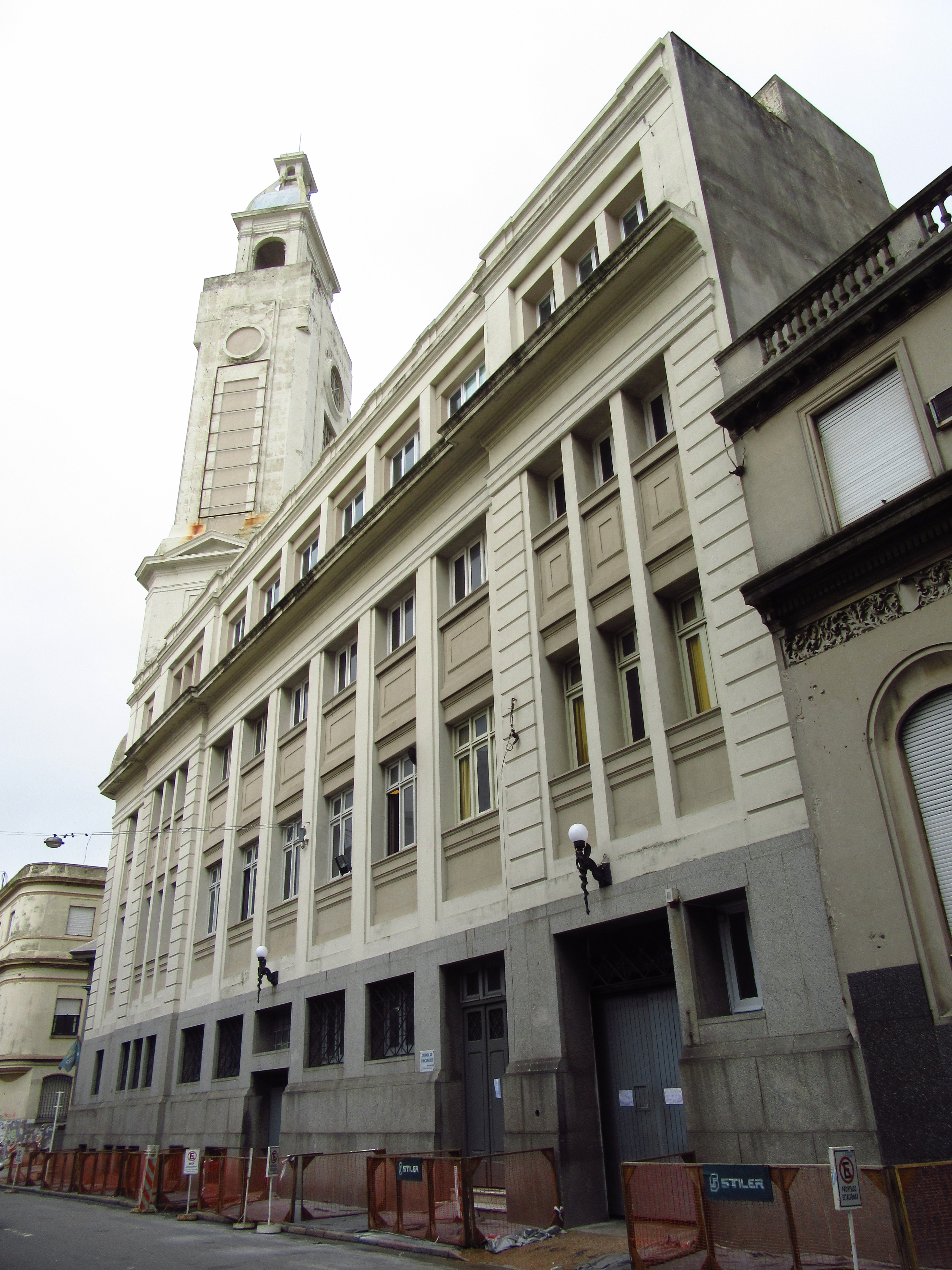